# Diederich Hinrichsen
Diederich Hinrichsen (* 17. Februar 1939 in Nürnberg) ist ein deutscher Mathematiker. Er ist ein Wissenschaftler auf dem Gebiet der Systemtheorie.

## Leben
Diederich Hinrichsen studierte von 1958 bis 1965 in Hamburg Mathematik, Literatur, Philosophie und Wirtschaftswissenschaften.
1966 promovierte er an der Universität Erlangen unter der Leitung von Heinz Bauer. Sein wichtigstes Forschungsgebiet war zu dieser Zeit die abstrakte Potentialtheorie mit besonderem Schwerpunkt auf Erweiterungen des Cauchy-Weil-Satzes auf den Choquet-Rand. Nach Forschungsaufenthalten in Paris und Hamburg ging er nach Havanna, wo er die Fakultät für Mathematik mit aufbaute. Nach einer Berufung nach Bielefeld wurde er Professor für Mathematik an der Universität Bremen.
Gemeinsam mit Hans W. Knobloch etablierte Hinrichsen die Gebiete der mathematischen Systemtheorie und Kontrolltheorie in Deutschland. Er war Gründungsdirektor des Instituts für Dynamische Systeme an der Universität Bremen mit einem Schwerpunkt auf endlich- und unendlich-dimensionalen Linearen Systemen, stochastischen Dynamischen Systemen und Nichtlinearer Dynamik. Als Leiter der Gruppe für lineare Systemtheorie gelang es ihm zusammen mit Ludwig Arnold, Hans-Friedrich Münzner, Heinz-Otto Peitgen und Peter Richter, das Institut international zu etablieren.
Nach seiner Emeritierung in Deutschland lehrte er einige Zeit an der Universität Carlos III in Madrid.

## Publikationen (Auswahl)
- Mathematical Systems Theory, Springer, Heidelberg, 2005 (mit A. J. Pritchard). (ISBN 978-3-540-44125-0)
- Advances in Mathematical Systems Theory. In Honor of Diederich Hinrichsen, Birkhäuser, Boston, 1999. (ISBN 0817641629)
- Control of Uncertain Systems. Progress in Systems & Control Theory, Birkhäuser, Boston, 1990 (mit Bengt Martensson). (ISBN 0817634959)
- Feedback Control of Linear and Nonlinear Systems, Springer, Heidelberg, 1982 (mit Alberto Isidori). (ISBN 3540117490)